# Polyrhachis rufifemur
Polyrhachis rufifemur é uma espécie de formiga do gênero Polyrhachis, pertencente à subfamília Formicinae.